# 圣富瓦-圣叙尔皮斯
圣富瓦-圣叙尔皮斯（法語：Sainte-Foy-Saint-Sulpice，法語發音：[sɛ̃t fwa sɛ̃ sylpis]）是法国卢瓦尔省的一个市镇，位于该省中部，属于蒙布里松区。该市镇由圣富瓦（Sainte-Foy）和圣叙尔皮斯（Saint-Sulpice）等村庄组成。

## 地理
圣富瓦-圣叙尔皮斯（45°46'8"N, 4°7'45"E）面积29.12 平方千米，位于法国奥弗涅-罗讷-阿尔卑斯大区卢瓦尔省，该省份为法国中南部省份，北起顺时针与索恩-卢瓦尔省、罗讷省、伊泽尔省、阿尔代什省、上盧瓦爾省、多姆山省和阿列省接壤。
与圣富瓦-圣叙尔皮斯接壤的市镇（或旧市镇、城区）包括：阿尔坦、比西-阿尔比约、克莱佩、米泽里约、内尔维约、福雷地区波米耶、蓬桑、圣阿加特-拉布特雷斯、圣艾蒂安勒莫拉尔。

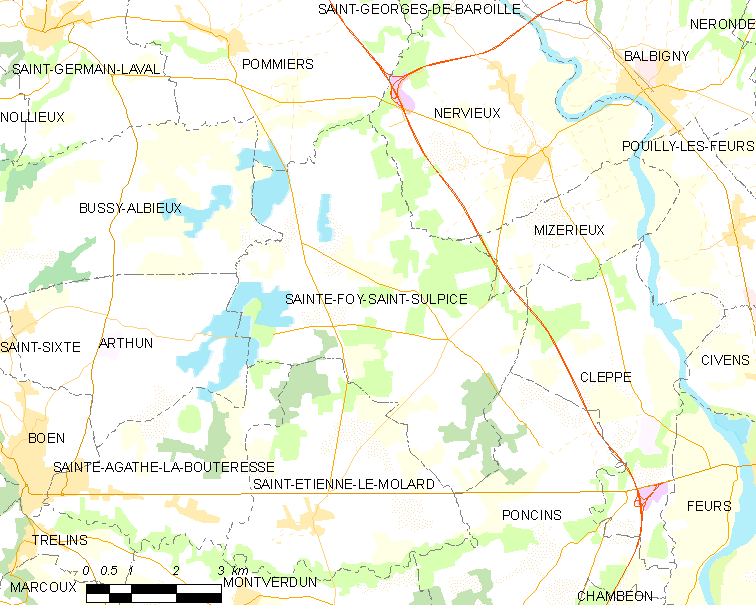
圣富瓦-圣叙尔皮斯的OSM定位图

圣富瓦-圣叙尔皮斯的时区为UTC+01:00、UTC+02:00（夏令时）。

## 行政
圣富瓦-圣叙尔皮斯的邮政编码为42110，INSEE市镇编码为42221。

## 政治
圣富瓦-圣叙尔皮斯所属的省级选区为利尼翁河畔博安县。

## 人口

1962-2008年间圣富瓦-圣叙尔皮斯人口变化图示

圣富瓦-圣叙尔皮斯于2022年1月1日时的人口数量为565人。